# Oxycoleus
Oxycoleus is een kevergeslacht uit de familie van de boktorren (Cerambycidae). De wetenschappelijke naam van het geslacht werd voor het eerst geldig gepubliceerd in 1869 door Lacordaire.

## Soorten
Oxycoleus omvat de volgende soorten:
- Oxycoleus bicolor (Melzer, 1935)
- Oxycoleus brasiliensis (Tippmann, 1953)
- Oxycoleus carinatipennis (Zajciw, 1964)
- Oxycoleus clavipes Lacordaire, 1869
- Oxycoleus culicinus (Bates, 1870)
- Oxycoleus cyaneus Martins & Galileo, 2005
- Oxycoleus flavipes Martins & Galileo, 2006
- Oxycoleus gahani (Gounelle, 1911)
- Oxycoleus gratiosus (Bates, 1885)
- Oxycoleus laetus Júlio, 1997
- Oxycoleus obscurus Júlio, 1997
- Oxycoleus piceus Giesbert, 1993
- Oxycoleus ruficollis (Zajciw, 1964)
- Oxycoleus tristis (Melzer, 1933)